# Feuerwehr Trier

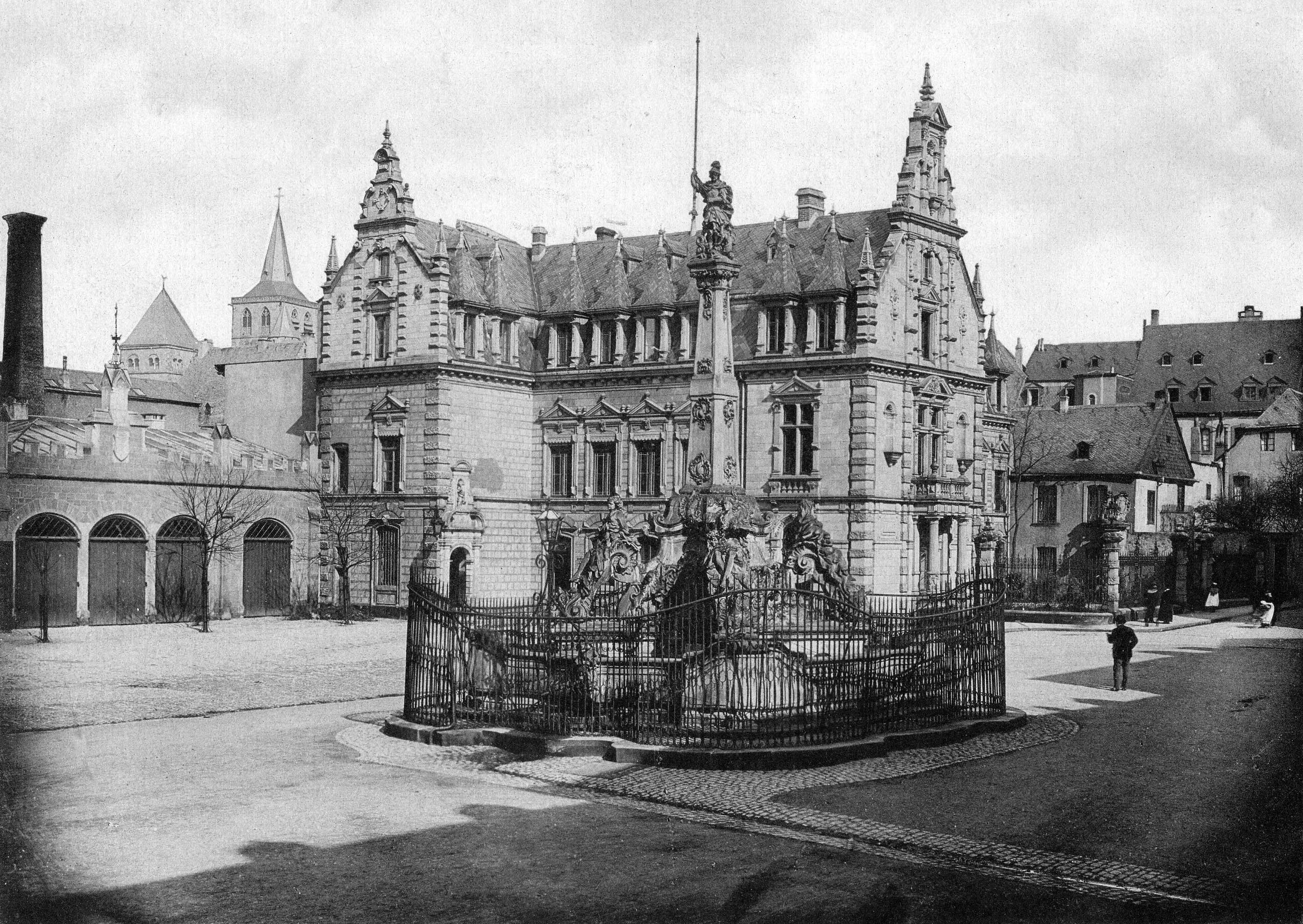
Feuerwache am Kornmarkt (um 1890; links)

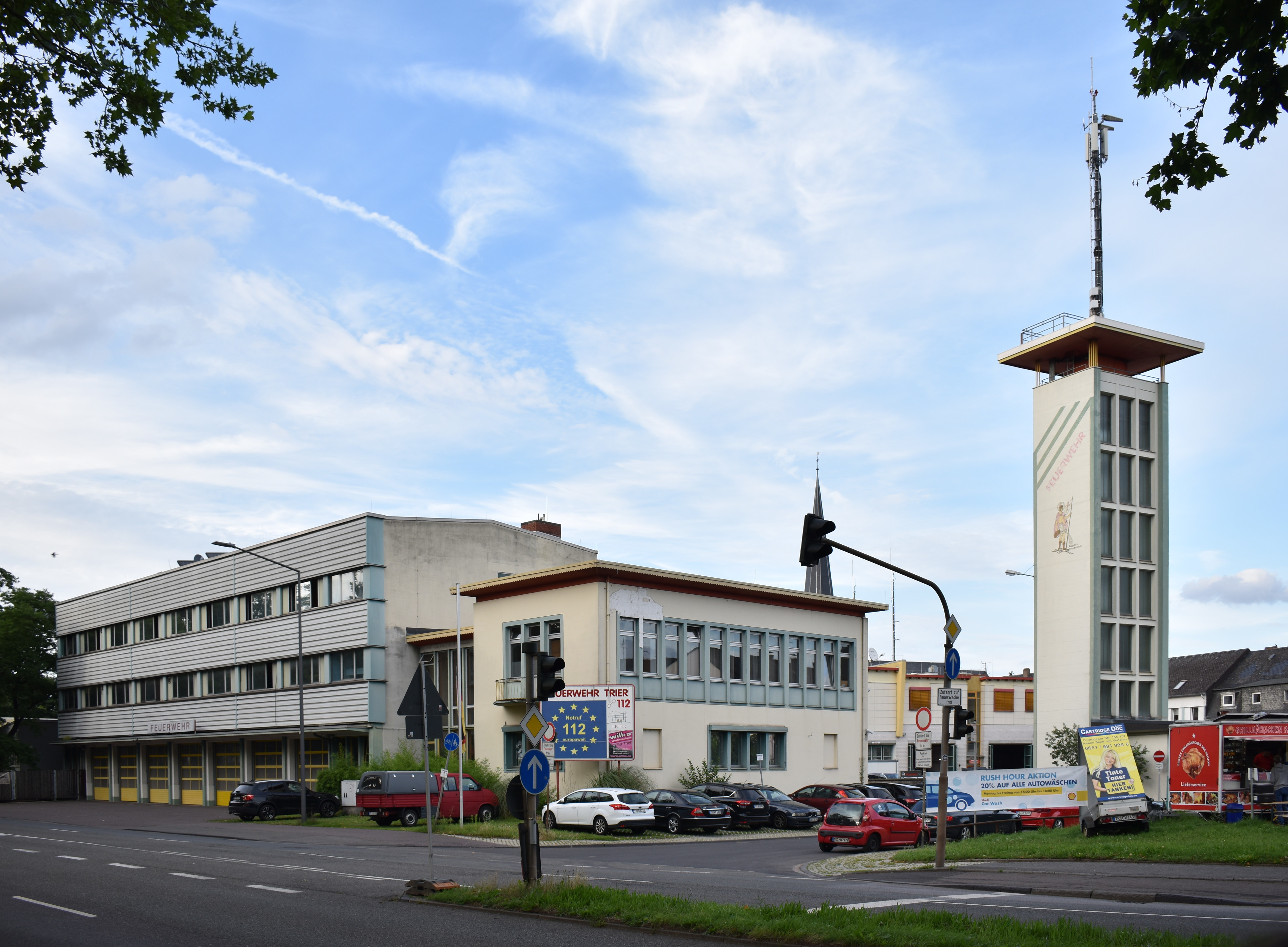
Die Hauptfeuerwache am St.-Barbara-Ufer

Die Feuerwehr Trier ist das Amt für Brand-, Zivilschutz und Rettungsdienst der rheinland-pfälzischen Stadt Trier. Sie gliedert sich in eine Berufsfeuerwehr, eine aus elf Löschzügen bestehende Freiwillige Feuerwehr und eine Jugendfeuerwehr.

## Geschichte
Wie in vielen deutschen Städten so beginnt auch in Trier das organisierte Feuerlöschwesen bereits im späten Mittelalter. Bereits im Jahr 1495 wurde eine ständige Feuerwehr im damals neu gebauten Gangolfsturm eingerichtet, der 1559 zudem mit einer Feuerglocke ausgerüstet wurde. Im Jahr 1593 wurde zudem eine städtische Feuerlöschordnung erlassen, die durch die Brandschutz- und Feuerbekämpfungsverordnungen des Kurfürstentums Trier vom 9. Mai 1721 und durch die Gesamtverordnung vom 27. November 1783 wesentlich ergänzt und präzisiert wurde.
Im Jahr 1846 wurde mit der Trierer Feuerlöschgesellschaft die Freiwillige Feuerwehr der ehemaligen Römerstadt gegründet. Bereits 1888 wurde in Trier eine Wasserleitung als Hydrantennetz gebaut. Ein Jahr später konnte die Feuerwehr die alte Feuerwache beim Rathaus am Kornmarkt beziehen. 1903 zog sie erneut um und erhielt ihr neues Domizil im ehemaligen Karmeliterkloster in der Fleischstraße. Außerdem durfte sie erste hauptberufliche Kräfte einstellen. Im folgenden Jahr wurde die Feuerwache an ein elektronisches Brandmeldesystem angeschlossen, das aus 40 Brandmeldern im gesamten Stadtgebiet bestand. 1906 wurde, 60 Jahre nach Gründung der Feuerwehr, eine Sanitätskolonne eingerichtet, womit Trier nun auch über einen Rettungsdienst verfügte. 1910 erhielt die Feuerwehr Trier die erste motorisierte Feuerlöschpumpe.
Mit Beginn des Ersten Weltkrieges wurden zahlreiche Einsatzkräfte zum Kriegsdienst herangezogen, was dann zur Gründung der Berufsfeuerwehr führte, um die Einsatzbereitschaft zu erhalten. Wie überall im Deutschen Reich wurde auch die Feuerwehr Trier im Jahr 1939 als Feuerlöschpolizei der Polizei angegliedert. Nach dem Zweiten Weltkrieg konnte sie als Berufsfeuerwehr jedoch wieder ihren Betrieb aufnehmen und 1956 in die heutige Feuerwache am St. Barbara-Ufer umziehen. Diese wurde im Jahr 1972 erweitert und beherbergt seit 1974 eine gemeinsame Leitstelle für den Rettungsdienst in Stadt und Landkreis Trier. Im Jahr 1976 richtete die Feuerwehr Trier den ersten Notarztwagen der Stadt ein, der zunächst nur tagsüber vorgehalten wurde. Im selben Jahr wurde auch die Taucherstaffel gegründet, zu der 1980 noch eine Rettungshundestaffel hinzutrat. Ab 1981 wurde der Notarztwagen 24 Stunden am Tag betrieben. Drei Jahre später wurden auch die Leitstellen für Feuerwehr und Katastrophenschutz der Stadt Trier und des Landkreises Trier-Saarburg zusammengelegt und in der umgebauten Leitstelle der Berufsfeuerwehr untergebracht. Im April 1987 folgte dann die Gründung der Jugendfeuerwehr. 1996 wurden für den Katastrophenschutz zwei Schnelleinsatzgruppen für Sanitätsdienst und Betreuungs-/Verpflegungsdienst gegründet. Seit 1997 verfügt Trier außerdem über einen Feuerwehrarzt und seit 1998 über eine Höhensicherungsgruppe.

## Brand- und Katastrophenschutzzentrum Trier-Ehrang
Im Juni 2016 wurde eine zweite Wache der Berufsfeuerwehr in Trier-Ehrang in der Servaisstraße eröffnet. Nach einer Gefahrenanalyse aus dem Jahr 2008 wurde festgestellt, dass die vorgeschriebene Zeit von acht Minuten aus der Hauptfeuerwache nicht erreicht werden konnte. Das Brand- und Katastrophenschutzzentrum (BKSZ) wurde nach dem „Bauherrenmodell“ errichtet, wobei die Stadtwerke Trier als externer Dienstleister die Projektsteuerung und Baubetreuung übernommen haben. Neben der Mannschaft der Wache II wird die komplette Katastrophenschutz-Ausrüstung sowie die Ausrüstung der Jugendfeuerwehr in dem Gebäude untergebracht. Sie können künftig einsatztaktisch sinnvoll stationiert werden und stehen ohne Verzögerung zur Verfügung. Ebenso findet die Ausbildung neuer Fachkräfte bei der Trierer Feuerwehr zentral im BKSZ-Gebäude statt. Besonders für den Katastrophenschutz ergeben sich nun in Ehrang ganz neue Möglichkeiten, denn das Technische Hilfswerk (THW) hat sich dort mit einer Geschäftsstelle – in der auch Einsatzmaterial gelagert wird – niedergelassen und will eng mit der Feuerwehr zusammenarbeiten.

## Berufsfeuerwehr
Die Berufsfeuerwehr Trier stellt die Löschzüge 1 und 2 der Stadt Trier, die bei fast allen Notrufen gemeinsam mit der jeweils zuständigen Einheit der Freiwilligen Feuerwehr ausrückt. Die drei Wachabteilungen versehen im 24-Stunden-Rhythmus ihren Dienst. Daneben stellt die Feuerwehr Trier mit ihren 70 Notfallsanitätern und 25 Rettungssanitätern sechs Krankentransportwagen, vier Rettungswagen, einen Intensivtransportwagen, ein Notarzteinsatzfahrzeug, und einen Großraumrettungswagen.
In die Zuständigkeit der Berufsfeuerwehr fällt neben diversen Verwaltungsaufgaben zudem seit November 2000 der Betrieb der damals ersten integrierten Leitstelle in Rheinland-Pfalz. Diese wird von der Berufsfeuerwehr Trier sowie dem DRK-Landesverband Rheinland-Pfalz betrieben. Seit Dezember 2024 laufen hier die Notrufe für rund 516.000 Menschen auf einem Gebiet aus der Stadt Trier, dem Kreis Trier-Saarburg, dem Eifelkreis Bitburg-Prüm, dem Landkreis Bernkastel-Wittlich, dem Landkreis Vulkaneifel sowie dem Landkreis Birkenfeld zusammen. Die Leitstelle Trier ist somit für ein Gebiet von rund 4.900 km² zuständig. Rund 170.000 Feuerwehr- und Rettungsdiensteinsätze müssen jährlich koordiniert werden. Zudem betreibt die Berufsfeuerwehr eine staatlich anerkannte Rettungsdienstschule. Seit 1. August 2019 ist Andreas Kirchartz Leiter der Feuerwehr in Trier.

### Spezialeinheiten
Für besondere Lagen hält die Berufsfeuerwehr Trier verschiedene Spezialeinheiten vor:
- eine Höhenrettungsgruppe[6]
- eine Taucherstaffel
- eine Rettungshundestaffel
- einen CBRN-Erkundungstrupp

## Freiwillige Feuerwehr
Die Freiwillige Feuerwehr wird bei Gefahrenlagen wie Bränden, Hochwassern, Verkehrsunfällen und ähnlichem in ihrem Zuständigkeitsgebiet parallel zur Berufsfeuerwehr alarmiert. Bei großen Veranstaltungen übernimmt die Freiwillige Feuerwehr zudem die Sicherstellung des Brandschutzes vor Ort. Einige der elf Einheiten sind zudem mit Sonderaufgaben betraut:
- Hochwasserschutz: Einheiten Biewer, Pfalzel, Ruwer,
- Wasserversorgung: Einheit Biewer, Pfalzel
- Technische Hilfeleistung: Einheiten Ehrang, Olewig, Pfalzel, Zewen
- ABC-Abwehr, Katastrophenschutz: Einheit Stadtmitte
- Einsatzlogistik: Einheit Ehrang

## Jugendfeuerwehr
Zehn der elf Einheiten der Freiwilligen Feuerwehr betreiben eine Jugendfeuerwehr, die insgesamt 120 Mitglieder zählt.